# Cesare Cerruti
Cesare Cerruti (Genova, 10 luglio 1820 – Roma, 25 febbraio 1905) è stato un politico italiano.
Fu senatore del Regno d'Italia nella XVII legislatura.